# Ecma International
Az Ecma International (Európai informatikai és kommunikációs rendszerek szabványosítási szövetsége, European association for standardising information and communication systems) 1994-ben jött létre, amikor az Európai Számítógépgyártók Szövetsége (European Computer Manufacturers Association (ECMA)) megváltoztatta nevét, ezzel is jelezve a szervezet új nemzetközi tevékenységét.
Az ECMA 1961-ben alakult azon célból, hogy az európai számítástechnikai rendszerek szabványosítását koordinálja. A tagság nyitott minden olyan cégnek, ami Európában számítógépeket vagy kommunikációs eszközöket gyárt.
Jelenleg a szervezet felelős az ECMAScript szabványáért („JavaScript”) is, melynek utolsó kiadott változata az ECMA-262 Edition 3.